# Hetyefő, Veszprém
Hetyefő  este un sat în districtul Sümeg, județul Veszprém, Ungaria, având o populație de 80 de locuitori (2011). 

## Demografie
Componența etnică a satului Hetyefő
     Maghiari (88,31%)
     Romi (7,79%)
     Necunoscut (3,9%)
     Alții (3,9%)
Componența confesională a satului Hetyefő
     Romano-catolici (68,75%)
     Fără religie (6,25%)
     Necunoscută (25%)
Conform recensământului din 2011, satul Hetyefő avea 80 de locuitori. Din punct de vedere etnic, majoritatea locuitorilor (88,31%) erau maghiari, cu o minoritate de romi (7,79%). Apartenența etnică nu este cunoscută în cazul a 3,9% din locuitori.  Din punct de vedere confesional, majoritatea locuitorilor (68,75%) erau romano-catolici, cu o minoritate de persoane fără religie (6,25%). Pentru 25,0% din locuitori nu este cunoscută apartenența confesională.